# Ipatinga
Ipatinga város Brazíliában, Minas Gerais államban. Lakosainak száma 227 731 fő (2022). Ipatinga Caratinga, Coronel Fabriciano, Mesquita, Santana do Paraíso és Timóteo községekkel határos.

## Népesség
A település népességének változása:
| Lakosok száma | 212 496 | 239 468 | 265 409 | 267 333 | 227 731 |
|               | 2000    | 2010    | 2020    | 2021    | 2022    |